# Aéroport de Kingman
Pour les articles homonymes, voir IGM.
L'aéroport de Kingman (en anglais Kingman Airport) (code IATA : IGM • code OACI : KIGM) est un aéroport des États-Unis, situé sur le territoire de la ville de Kingman, dans le comté de Mohave, en Arizona.
Il accueille principalement l'aviation générale.
Il est connu pour être l'un des cimetières d'avions du pays.
L'aéroport apparaît dans le jeu vidéo Grand Theft Auto: San Andreas sous le nom de Verdant Meadow. Le personnage principal l'achète en cours d'histoire et y stocke différents véhicules comme des avions, des hélicoptères et même un jet-pack. L'aéroport apparaît dans plusieurs missions du jeu.

## Histoire
L’aéroport fut construit par l'US Air Force pendant la Seconde Guerre mondiale entre 1942 et 1945.